# Agriculture contractuelle
L'agriculture contractuelle est un système de production agricole fondé sur des accords commerciaux entre les acheteurs de l'industrie agroalimentaire et les agriculteurs et autres exploitants agricoles.
Dans certains cas, cela implique que l'acheteur spécifie le niveau de qualité requis et le prix d'achat, tandis que les agriculteurs s'engagent à livrer la production à une date convenue.
Le plus souvent, toutefois, des contrats fixent précisément les conditions de production de produits agricoles et de leur livraison dans les locaux de l'acheteur.
L'agriculteur s'engage à fournir des quantités convenues d'un produit de culture ou d'élevage, sur la base de normes de qualité et d'exigences de livraison fixées par l'acheteur. En retour, l'acheteur, généralement une entreprise, accepte d'acheter le produit à l'agriculteur, souvent à un prix établi à l'avance.
La société s'engage également souvent à assister l'agriculteur, par exemple, par la fourniture d'intrants, une assistance pour la préparation de la parcelle, la fourniture de conseils techniques et l'enlèvement des produits.
Dans les pays en développement, notamment en Afrique orientale et australe, on parle parfois de « programmes d'aide aux petits planteurs » plutôt que d'« agriculture contractuelle ».
L'agriculture contractuelle peut s'appliquer à de nombreuses productions agricoles, cependant dans les pays en développement, elle est moins fréquente dans le cas des cultures de base comme le riz et le maïs.

En Suisse, agriculture contractuelle de proximité représente la traduction locale du concept d'agriculture soutenue par les Citoyens (Community Supported Agriculture en anglais). C'est un modèle de paniers de produits locaux pour promouvoir une agriculture locale, écologique, solidaire et à taille humaine, pour assurer la souveraineté alimentaire.